# 史特林·布朗
史特林·布朗（英語：Sterling Damarco Brown，1995年2月10日—），美国NBA联盟篮球运动员。他在2017年的NBA选秀中第2轮第46顺位被費城76人选中。目前效力於俄克拉荷马城雷霆。

## 早年生涯
布朗在 Proviso East 高中時，曾於 2012 年獲得州亞軍，並在 2013 年進入州半決賽。高中畢業後進入了南方衛理會大學。大四時，場均可以得到 13.4 分和 6.5 個籃板。在美國體育大會 (AAC) 中獲得了全場第二陣容榮譽。

## 職業生涯
布朗在 2017 年被費城76人選中後，同年被交易到密爾瓦基公鹿隊。2017年10月20日首次於NBA比賽上場，對陣克利夫蘭騎士隊，在 2018-19 賽季的第一場比賽中，曾在場上 17 投 10 中得到 22 分。
2020年11月，休斯敦火箭隊官方正式宣佈，布朗和球隊達成一年合同。
2021年8月，布朗以兩年620萬美元簽約達拉斯獨行俠隊。